# Тајфун ОА
Тајфун је руска фамилија противминских оклопних возила повећане заштите нове генерације у служби од 2014. године. Око 120 руских предузећа, укључујући Камаз, Газ, Урал и др., имају удео у производном програму Тајфун. Главни циљ програма је била конструкција темељно нове универзалне платформе за сва руска оклопљена возила точкаше. Тајфун програм је започео 2010. године када је руско министарство одбране одобрило развојни програм наменских возила до 2020. године, који укључује Тајфун програм. Возила из овог програма користе исти мотор (ЈМЗ-536), информациони, управљачки систем и противминску заштиту. Систем противминске заштите у програму наменских возила подразумева патос који је профилисан у облику „V”. Оклопни аутомобил (ОА) повећане заштите (Броне Автомобиль Повышенной Защищенности) на Западу је позната категорија „МRAP“ возила заштићена од експлозија мина и ИЕС средстава. Фамилија ОА „тајфун” (са формулама погона 4×4, 6×6 и 8×8) развијена је на бази теренских и теретних аутомобила високе проходности, за превоз људства и борбених потреба на већој удаљености до борбеног распореда јединица. У заводу „Камаз“ развијен је оклопни аутомобил (ОА) „тајфун-К” (КАМАЗ-63968) који је први пут приказан јавности 2011. године. Тајфун-К” превози 12–16 војника, а у кабини су места за 2–3 члана посаде. Посада може да излази из возила преко врата-рампе. Противминска заштита је урађена по „STANAG 4569“ ниво 3. Подна плоча је „V” профила. За погон је уграђен дизел мотор ЯМЗ-5367 повећане снаге до 450 КС/331 kW, аутоматска трансмисија са 6-степеном мењачком кутијом. Оклопни аутомобил „тајфун-У” (Урал-63095) из исте је фамилије возила „тајфун” (слово „У” у називу возила је према „Уральский автомобильный завод” – УралАЗ). Балистичка заштита је према НАТО стандардy „STANAG 4569“ ниво 4. Возило има погонски агрегат (450
KC/331kW) и аутоматску трансмисију.